# عميق (البقاع)
عميق  هي إحدى القرى اللبنانية من قرى قضاء البقاع الغربي في محافظة البقاع.
تبعد عميق 30 كلم (18.642 ميل) عن بيروت عاصمة لبنان. ترتفع 1030 م (3379.43 قدم - 1126.408 ياردة) عن سطح البحر وتمتد على مساحة 116 هكتاراً (1.16 كلم²- 0.44776 ميل²).